# Divonne-les-Bains
Divonne-les-Bains är en kommun i departementet Ain i regionen Auvergne-Rhône-Alpes i östra Frankrike. Kommunen ligger  i kantonen Gex som ligger i arrondissementet Gex. Kommunens areal är 33,88 km². År 2022 hade Divonne-les-Bains 10 300 invånare.

## Befolkningsutveckling
Antalet invånare i kommunen Divonne-les-Bains
Referens: INSEE